# Cellera
La cellera, dite aussi sagrera, constitue en Catalogne et en Roussillon, l'espace sacré entourant les églises, où toute violence est proscrite. Le terme d'origine wisigothe et la distance de trente pas autour des églises et cimetières apparaissent dans divers conciles dès 681. Cependant, la sacralisation autour des temples n'est effective qu'après les assemblées de Paix et Trêve de Dieu qui limitaient les actions violentes aux Xe siècle et XIe siècle, lorsque ces noyaux espaces devinrent de véritables noyaux urbains.
Du fait de ce statut très protecteur, c'est dans cet espace que se sont en premier lieu implantés les sépultures et les celliers où les récoltes étaient entreposées. Par la suite, des habitations se sont installées dans ces périmètres.
Ces celleres ont également été définies par certains seigneurs autour de leur château ou résidence, permettant d'offrir une protection aux villageois ; leur installation dans le périmètre défini étant soumis à l'impôt.
Elles sont très souvent fortifiées, avec un tissu viaire radioconcentrique autour de l'église ou du château, souvent très étroit, créant ainsi des noyaux autour desquels se développent par la suite les villages.